# Makayla Gerken Schofield
Makayla Gerken Schofield (ur. 4 czerwca 1999 w Chelmsfordzie) – brytyjska narciarka dowolna specjalizująca się w jeździe po muldach, olimpijka z Pekinu 2022.

## Udział w zawodach międzynarodowych
| Impreza                     | Rok  | Gospodarz            | Konkurencja    | Miejsce |                      |      |       |       |    |
| --------------------------- | ---- | -------------------- | -------------- | ------- | -------------------- | ---- | ----- | ----- | -- |
| Impreza                     | Rok  | Gospodarz            | Konkurencja    | Miejsce | Igrzyska olimpijskie | 2022 | Pekin | muldy | 8. |
| Mistrzostwa świata          | 2017 | Sierra Nevada        | muldy          | 23.     |                      |      |       |       |    |
| Mistrzostwa świata          | 2017 | Sierra Nevada        | muldy podwójne | 23.     |                      |      |       |       |    |
| Mistrzostwa świata          | 2019 | Deer Valley          | muldy          | 11.     |                      |      |       |       |    |
| Mistrzostwa świata          | 2019 | Deer Valley          | muldy podwójne | 14.     |                      |      |       |       |    |
| Mistrzostwa świata          | 2021 | Ałmaty               | muldy          | 17.     |                      |      |       |       |    |
| Mistrzostwa świata          | 2021 | Ałmaty               | muldy podwójne | 13.     |                      |      |       |       |    |
| Mistrzostwa świata juniorów | 2014 | Chiesa in Valmalenco | muldy          | DNS     |                      |      |       |       |    |
| Mistrzostwa świata juniorów | 2017 | Chiesa in Valmalenco | muldy          | 4.      |                      |      |       |       |    |
| Mistrzostwa świata juniorów | 2017 | Chiesa in Valmalenco | muldy podwójne | 12.     |                      |      |       |       |    |
| Mistrzostwa świata juniorów | 2018 | Duved                | muldy          | 5.      |                      |      |       |       |    |
| Mistrzostwa świata juniorów | 2018 | Duved                | muldy podwójne | 20.     |                      |      |       |       |    |
| Mistrzostwa świata juniorów | 2019 | Chiesa in Valmalenco | muldy          | DNF     |                      |      |       |       |    |
| Mistrzostwa świata juniorów | 2019 | Chiesa in Valmalenco | muldy podwójne | 18.     |                      |      |       |       |    |